# Retrat de la comtessa Antonietta Negroni Prati Morosini nena
Retrat de la contessina Antonietta Negroni Praderas Morosini nena és un quadre de Francesco Hayez de l'any 1858 conservat a Milà a la Galeria d'art modern de Villa Real Belgioioso. El quadre, encarregat pel pintor venecià Alessandro Negroni Praderas Morosini (pare de la comtessa Morosini retratada a l'obra), forma part de les col·leccions públiques milaneses des del 1935 gràcies a la donació d'Anna Cristina del Mayno Casati.

## Descripció
Per a aquest retrat Hayez va decidir utilitzar algunes fotografies de la comtessa per evitar llargues i avorrides sessions de posat. Tot i la proximitat tranquil·litzant de la mare a les fotos emprades com a model de l'artista, l'expressió de la petita revelava una certa incomoditat i confusió, que Hayez va voler conservar en el retrat sobre llenç donant a la pintura una frescor realista anticonvencional davant dels cànons de l'època en matèria de retrat infantil. A la nitidesa de la figura central es complementa un ram de flors virtuós, encara que va ser poc apreciat pels crítics de l'època.

## Posterioritat
El 3 de novembre de 1982 els Correus Italians van emetre un segell de 300 lires amb el Retrat de la comtessa Antonietta Negroni Praderas Morosini nena com a homenatge a Francesco Hayez en el marc de la sèrie de segells Art Italià.